# Noorwegen op het Eurovisiesongfestival 1982
Noorwegen nam deel aan het Eurovisiesongfestival 1982 in Harrogate (Verenigd Koninkrijk). Het was de 22ste keer dat Noorwegen deelnam aan het Eurovisiesongfestival. NRK was verantwoordelijk voor de Noorse bijdrage voor de editie van 1982.

## Selectieprocedure
Melodi Grand Prix 1982 was het televisieprogramma waarin de Noorse kandidaat werd gekozen voor het Eurovisiesongfestival 1982.
De MGP werd georganiseerd in de studio's van de NRK, te Oslo. Tien liedjes deden mee in deze finale. De winnaar werd verkozen door 11 regionale jury's.
| Volgorde | Artiest                     | Lied                              | Punten | Plaats |
| -------- | --------------------------- | --------------------------------- | ------ | ------ |
| 1        | Jahn Teigen & Anita Skorgan | "Adieu"                           | 116    | 1      |
| 2        | Inger Lise Rypdal           | "Lady Di"                         | 88     | 2      |
| 3        | Trond Granlund              | "Lisa"                            | 67     | 5      |
| 4        | Alex                        | "Perfekte engel"                  | 75     | 4      |
| 5        | Frank Aleksandersen         | "Vi får, vi gir, vi går, vi blir" | 80     | 3      |
| 6        | Dollie                      | "Det er deg jeg skal ha"          | 23     | 10     |
| 7        | Freddy Dahl                 | "Café Jupiter"                    | 54     | 6      |
| 8        | Gudny Aspaas                | "Barnesinn"                       | 41     | 9      |
| 9        | Stiftelsen                  | "Romantikk"                       | 48     | 7      |
| 10       | Bo                          | "Kom heim"                        | 46     | 8      |

## In Harrogate
In Verenigd Koninkrijk moest Noorwegen optreden als derde, net na  Luxemburg en voor Verenigd Koninkrijk. Na de stemming bleek dat Noorwegen op een 12de plaats was geëindigd met 40 punten. Nederland had 0 en België had 2 punten over voor de Noorse inzending.

### Gekregen punten

#### Finale
| 12 punten | 10 punten         | 8 punten | 7 punten          | 6 punten                           |
| --------- | ----------------- | -------- | ----------------- | ---------------------------------- |
|           | - Duitsland       |          |                   | - Ierland - Luxemburg - Oostenrijk |
| 5 punten  | 4 punten          | 3 punten | 2 punten          | 1 punt                             |
|           | - Cyprus - Zweden |          | - België - Spanje |                                    |

### Punten gegeven door Noorwegen

#### Finale
Punten gegeven in de finale:
| 12 punten | Cyprus              |
| 10 punten | Duitsland           |
| 8 punten  | Zweden              |
| 7 punten  | Luxemburg           |
| 6 punten  | Verenigd Koninkrijk |
| 5 punten  | België              |
| 4 punten  | Zwitserland         |
| 3 punten  | Turkije             |
| 2 punten  | Ierland             |
| 1 punt    | Israël              |

1960 · 1961 · 1962 · 1963 · 1964 · 1965 · 1966 · 1967 · 1968 · 1969 · 1970 · 1971 · 1972 · 1973 · 1974 · 1975 · 1976 · 1977 · 1978 · 1979 · 1980 · 1981 · 1982 · 1983 · 1984 · 1985 · 1986 · 1987 · 1988 · 1989 · 1990 · 1991 · 1992 · 1993 · 1994 · 1995 · 1996 · 1997 · 1998 · 1999 · 2000 · 2001 · 2002 · 2003 · 2004 · 2005 · 2006 · 2007 · 2008 · 2009 · 2010 · 2011 · 2012 · 2013 · 2014 · 2015 · 2016 · 2017 · 2018 · 2019 · 2020 · 2021 · 2022 · 2023 · 2024 · 2025